# Bénac (Ariège)
Bénac è un comune francese di 182 abitanti situato nel dipartimento dell'Ariège nella regione dell'Occitania.

## Società

### Evoluzione demografica
Abitanti censiti